# WatchOS版本历史

## 版本歷史
格式:
  舊版本
  舊版本，仍被支援
  目前版本
  最新的預覽版
| 1.0   | 8.2   | 12S507 | 2015年4月24日（與蘋果手錶的上市日期相同） | - 最初與蘋果手錶同時推出的版本。 使用者介面 - 主畫面中自由浮動的圓形應用程式圖示 - 透過數位錶冠（Digital Crown）放大或縮小畫面 9種錶面選擇 - 計時碼錶（Chronograph） - 彩色（Color） - 區塊組合（Modular） - 簡約數字（Utility） - 米老鼠（Mickey Mouse） - 簡約刻度（Simple） - 動態（Motion） - 太陽（Solar） - 天文（Astronomy） 內建應用程式 - 行事曆 - 地圖 - Passbook - 音樂 - Apple TV遙控器 - 相機遙控器 - 碼錶 - 計時器 - 鬧鐘 - 世界時鐘 - 股市 - 天氣 - 照片 - Siri - 設定 - 活動紀錄 - 體能訓練 - 訊息 - 電話 - 郵件 - 提醒事項 - 朋友 - 聯絡資訊 |
| 1.0.1 | 8.2.1 | 12S632 | 2015年5月19日                             | 性能提升： - 主畫面中自由浮動的圓形應用程式圖示 - 透過數位錶冠（Digital Crown）放大或縮小畫面 - Siri - 测量站立活动 - 为室内自行车和赛艇训练计算卡路里 - 在户外散步和跑步距离和速度 - 无障碍 - 第三方应用 - 手腕抬起（对现实生活中的手腕抬起更敏感） 更新 - 新Emoji字符显示支持 - 通知屏幕界面调整 对其他语言的支持： - 巴西葡萄牙语 - 丹麦语 - 荷兰语 - 瑞典语 - 俄语 - 泰语 - 土耳其语 - 安全修復 |

| 2.0   | 9.0   | 13S344 | 2015年9月21日 | 性能提升： - 全新的錶面設定功能 (五大縮時攝影主題香港、倫敦、麥克湖、紐約及上海或自訂錶面) - Siri的改進 (支持奧地利，比利時（法國和荷蘭）和挪威) - 活動紀錄和體能訓練的改進 - 地圖改進 - 音樂改進 更新： - 夜鐘模式 - 朋友(使用Digital Touch發送塗鴉) - 新Emoji字符顯示支持 - 郵件可以聲音，表情符號或智能回復輸入 - 智能回復 (支持繁體中文（香港，台灣），丹麥，荷蘭，英文（新西蘭，新加坡），日文，韓文，瑞典文，泰文) - 安全保護激活鎖 - Time Travel功能(看未來 / 過去日程) 對其他語言的支持： - 英語(印度) - 芬蘭語 - 印度尼西亞語 - 挪威語 - 波蘭語 |
| 2.1   | 9.2   | 13S661 | 2015年12月8日 | 本更新包含新功能、問題修復與改進： |
| 2.2   | 9.3   | 13V144 | 2015年12月8日 | 本更新包含新功能、問題修復與改進。 |
| 2.2.1 | 9.3.2 | 13V420 | 2015年12月8日 | 一般性能和穩定性的改進。 |
| 2.2.2 | 9.3.3 | 13V604 | 2015年12月8日 | 一般性能和穩定性的改進。 |

| 3.0   | 10.0   | 14S326 | 2016年9月13日  | Apple Watch Series 1 和 Apple Watch Series 2的初始版本 性能提升： - 可容納多達10個應用程序 更新： - 全新控制中心的支持 - 添加新的錶盤面 - 體能訓練/活動紀錄 (支持新的呼吸應用程序) - 訊息(發送特別效果例如，氣泡效果煙、花效果等) - 解鎖Mac電腦 - 支持SOS 功能 |
| 3.1   | 10.1   | 14S471 | 2016年10月24日 | - 新消息中重放泡泡和全屏效果的新選項 - 消息效果可以在啟用了減少動態效果的情況下播放 - 修復了可能導致定時器完成通知被傳遞兩次的問題 - 解決可能阻止Apple Watch Series 2完全充電的問題 - 解決活動環可能從表面消失的問題 - 修復了阻止壓感觸控選項出現在某些第三方應用程序中的問題。 |
| 3.1.1 | 10.2   | 14S883 | 2016年12月12日 | 由於蘋果手錶報告在更新後不再工作而退出更新 - 修復了可能會阻止聯繫人姓名出現在信息應用和通知中的問題 - 修復了可能影響對通知作出響應的問題 - 解決了股票並發症可能無法在錶盤上更新的問題 - 修復了可能阻止活動環在活動表面上顯示的問題 - 修復了更改天氣應用程序中更改溫度單位後無法顯示模擬錶盤上的刻度盤的問題 - 解決了可能導致地圖應用在導航結束後保持啟動狀態的問題 - 解決日曆應用程序月視圖中顯示的日期不正確的問題 |
| 3.1.3 | 10.2.1 | 14S960 | 2017年1月23日  | 一般性能和穩定性的改進。 |
| 3.2   | 10.3   | 14V249 | 2017年3月27日  | - 劇院模式臨時禁用提升喚醒功能 - SiriKit允許第三方應用訪問Siri - 查找我的iPhone現在支持AirPods的位置和播放聲音。 - 文件系統已更新為APFS。 |
| 3.2.2 | 10.3.2 | 14V485 | 2017年5月15日  | Bug修復。 |
| 3.2.3 | 10.3.3 | 14V753 | 2017年7月19日  | Bug修復。 |

| 4.0   | 11.0   | 15R372  | 2017年9月19日  | Apple Watch Series 3 (GPS)和Apple Watch Series 3 (GPS + Cellular)的初始版本 新的表面： - 新Siri面對智能地更新基於時間，位置和日常例程的信息 - 新的動畫玩具總動員面臨著伍迪，巴斯光年，傑西等等 - 新萬花筒的臉部可以將靜態圖像變成對稱，相互交織的圖案 - Siri，新聞，心率，正在播放和消息的整合 活動： - 智能和個性化的通知，幫助您每天關閉活動環 - 月度挑戰基於上個月的活動水平 - 新的全屏動畫來慶祝重要的里程碑，包括獲得成就和關閉戒指 - 現在對活動共享通知的回复包括鍛煉指標 鍛煉： - 重新設計的應用程序用於快速啟動和有用的鍛煉類型圖形 - 新的高強度間隔訓練（HIIT）鍛煉與自定義運動和心率算法，以實現更精確的卡路里追踪 - 新的全屏動畫來慶祝重要的里程碑，包括獲得成就和關閉戒指 - 在一次鍛煉課程中支持多種鍛煉類型 - 自動設置泳池游泳訓練，為每個擊球類型提供距離，並為每個擊球步伐自動調節休息時間 - 在Apple Watch Series 1及更高版本上開始鍛煉時，可以自動啟動同步音樂播放列表 - 在鍛煉課程中直接訪問鍛煉應用程序中的音樂控件 - 免打擾選項在鍛煉期間自動打開 心率： - 新的可視圖形顯示全天心率 - 新的心率測量和可視圖表，用於休息率（Apple Watch Series 1和更高版本），步行平均，鍛煉平均和高度，恢復時間以及呼吸應用程序中的會話 - 如果您的心率在指定的閾值上升超過指定的閾值，而您似乎在10分鐘內無效（Apple Watch Series 1及更高版本） - iPhone上健康應用程序中心率數據的當前和歷史詳細信息，包括新的心率變異性（HRV）和VO2最大數據類型 音樂： - 重新設計的應用程序，輕鬆滾動專輯封面 - 能夠使用藍牙耳機同步多個播放列表進行本地播放 - 自動同步來自Apple Music的策劃播放列表，包括Heavy Rotation，My New Music Mix和My Favorites Mix 其他功能和改進： - 新聞應用程序與摘要的頭條新聞，並保存以供以後在iPhone上閱讀 - 控制中心的手電筒和安全燈 - 垂直滾動Dock中最近使用的應用程序 - 應用程序主屏幕按字母順序列表視圖提供 - 郵件撰寫和輕掃手勢 - 電話應用程序中的撥號器 - 日曆邀請中顯示衝突 - Scribble支持德語 - 分鐘和重複計時器 - 地圖中的建議和最近位置 - 智能答復中的聯繫人和地點 |
| 4.0.1 | 11.0   | 15R654  | 2017年10月4日  | Apple Watch Series 3（GPS + Cellular）的更新: 修復了導致Apple Watch加入未經身份驗證（專屬）Wi-Fi網絡的問題，例如咖啡館和酒店等公共場所常見的Wi-Fi網絡，這些網絡在用戶訪問網絡之前將用戶引導至網頁。 |
| 4.1   | 11.1   | 15R846  | 2017年10月31日 | - 超過70種新的表情符號，包括新的食物類型，動物，神話生物，服裝選擇，更富有表情的笑臉，不分性別的角色等等 - 使用Apple Music或iCloud Music Library在Apple Watch Series 3上流式傳輸音樂 - 使用Apple Watch Series 3上的全新Radio應用程序收聽Beats 1，自定義電台和專業策劃電台的現場直播 - 使用Siri查找，發現並播放歌曲，播放列表或專輯 - 使用GymKit功能的跑步機，橢圓機，樓梯踏步機和室內自行車同步健身數據，以獲得更準確的距離，速度和能量燃燒指標 - Apple Watch Series 3（GPS + Cellular）控制中心內的Wi-Fi網絡斷開連接的能力 - 修復了Apple Watch Series 1和更高版本中當未啟用功能時傳遞心率通知的問題 - 修復了一些用戶沒有收到Stand Reminders的問題 - 解決了某些用戶沒有出現當前站立小時指示器的問題 - 解決導致觸覺無法進行無聲警報的問題 - 解決阻止Apple Watch（第1代）為某些用戶收費的問題 - 解決日出和日落並發症有時不會出現的問題 - 恢復普通話作為中國的默認聽寫語言 |
| 4.2   | 11.2   | 15S102  | 2017年12月5日  | - 用消息中的Apple Pay Cash或通過向Siri（僅限美國）發送，請求和接收朋友和家人的錢， - 在Home中添加對HomeKit噴頭和水龍頭的支持 - Apple Watch Series 3增加了對第三方應用的新鍛煉類型的支持，以跟踪距離，平均速度，跑步次數和仰角下降的下坡雪上運動 - 解決了Apple詢問Siri有關天氣時有時會重啟的問題 - 修復了某些用戶在心率中禁用滾動的問題 - 解決了無法同時解除定時器或警報的問題 |
| 4.2.2 | 11.2   | 15S542  | 2018年1月23日  | 此更新包括改進和錯誤修復。 |
| 4.2.3 | 11.2   | 15S600b | 2018年2月19日  | 修復了使用某些字符序列可能導致應用程序崩潰的問題。 |
| 4.3   | 11.3   | 15T212  | 2018年3月29日  | - 通過Apple Watch控制HomePod上的音量和播放 - 恢復在iPhone上控制音樂的能力 - 為夜钟充電模式使用任何方向 - Siri腕錶現在顯示關閉活動環和向Apple Music混合添加新歌曲的進度 - 解決了某些用戶活動成果被錯誤授予的問題 - 修復了Siri音樂命令不適用於某些音頻設備的問題 |
| 4.3.1 | 11.4   | 15T567  | 2018年5月29日  | - 修復了Apple Watch在某些用戶啟動期間有時會停留在Apple徽標的問題。 - 增加了Pride Watch Face編碼，在6/4/2018的WWDC2018期間變得可用 |
| 4.3.1 | 11.4   | 15T567  | 2018年5月29日  | - 修復了Apple Watch在某些用戶啟動期間有時會停留在Apple徽標的問題。 - 增加了Pride Watch Face編碼，在6/4/2018的WWDC2018期間變得可用 |
| 4.3.2 | 11.4.1 | 15U70   | 2018年7月9日   | Apple Watch（第一代）支持的最終版本 |

| 5.0   | 12.0   | 16R364        | 2018年9月17日  | Apple Watch Series 4的首次发布 新的表面： - Siri上的第三方內容 鍛煉： - 活動比賽 - 自動鍛煉檢測 - 能夠跟踪節奏（每分鐘步數），以及戶外跑步的速度警報，以幫助用戶跟上他們的目標步伐 - 增加瑜伽和遠足訓練 其他功能和改進： - 通知功能得到改進，其中為第三方應用程序提供了交互式控件。 - 學生證 - 播客 - 對講機（即將推出） - Web視圖的鏈接 |
| 5.0.1 | 12.0   | 16R381 16R382 | 2018年9月27日  | 改進和錯誤修復 |
| 5.1   | 12.1   | 16R591        | 2018年10月30日 | 由於Apple Watch在更新後報告不再有效，更新被取消 |
| 5.1.1 | 12.1   | 16R600        | 2018年11月5日  | 改進和錯誤修復 - 解決了WatchOS 5.1更新導致無功能Apple Watch的問題。 - 4系列自動跌落檢測的改進。 - 解決了完成Walkie-Talkie設置的問題。 - 解決了發送和接收Walkie-Talkie邀請的問題。 - 解決遺失的活動獎勵。 |
| 5.1.2 | 12.1.1 | 16S46         | 2018年12月6日  | - Apple Watch Series 4的新ECG應用程序（僅限美國和美國地區） - 不規則的節奏通知（僅限美國和美國地區） - AFiB通知 - 其他改進和錯誤修復 |
| 5.1.3 | 12.1.3 | 16S535        | 2019年1月22日  | 此更新包括改進和錯誤修復。 |
| 5.2   | 12.2   | 16T225        | 2019年3月27日  | - 心電圖應用程序擴展到奧地利，比利時，丹麥，芬蘭，法國，德國，希臘，香港，匈牙利，愛爾蘭，意大利，盧森堡，荷蘭，挪威，葡萄牙，羅馬尼亞，西班牙，瑞典，瑞士和英國 - 不規則的節奏通知擴展到上面列出的國家 - 第二代AirPods支持 - 實時文本支持電話                                                                                           |
| 5.2.1 | 12.3   | 16U113        | 2019年5月13日  | - 心電圖應用程序擴展到克羅地亞，捷克，冰島，波蘭和斯洛伐克 - 不規則的節奏通知擴展到上面列出的國家 - New Pride錶盤 - 其他錯誤修復 |
| 5.3   | 12.4   | 16U569        | 2019年7月22日  | - ECG應用程序擴展到加拿大和新加坡 - 不規則的節奏通知擴展到上面列出的國家 - 已解決： Walkie-Talkie應用程序的安全修復程序可以使所有者的iPhone被竊聽 |

| 6.0   | 13.0   | 17R575        | 2019年9月19日  | Apple Watch Series 5的初始版本 不適用於Apple Watch Series 1和2 不再支持iPhone 5s和iPhone 6 - 經期追蹤 - 新的“經期追蹤”應用程序可計算您的月經週期和生育率指標 - 會通知和預測下一個月經週期和可生育期。 - 噪音偵測 - 新的“噪音偵測”應用程序可檢測周圍環境的分貝水平。 （僅限系列4或更高版本） - 當它檢測到周圍的噪音過高時，可以推送通知。 - 語音備忘錄 - 新的“語音備忘錄”應用程序可直接在Apple Watch上錄製和收聽您的語音備忘錄 - 可以跨平台在ios,iPadOS,macOS 同步。 - 有聲書 - 現在，您最多可以將5個小時的“有聲書”同步到Apple Watch - 通過Wi-Fi或蜂窩網絡連接手錶時，對它們進行串流處理 - 手錶應用商店 - 新的內置“App Store”，您可以在其中找到和下載Watch應用程序。 - 支持使用Apple登錄 - 運動趨勢 - 運動應用程序中的“運動趨勢”，包括所有三個運動循環，站立時間，步行距離，步行速度，跑步速度和最大攝氧量。 - 將這些數據與過去90天的平均數據與上一年佩戴者的表現進行比較。 - 如果單個趨勢下降，則給出提示。 - 鍛煉 - 用於戶外跑步，戶外行走，戶外自行車和遠足鍛煉的新海拔度量標準（僅適用於2系列或更高版本） - 現在可以在使用“鍛煉”期間在錶盤上查看秒錶應用 - GymKit支持True和Woodway - Siri - 現在您可以直接在手錶上識別歌曲-能夠將已識別的歌曲添加到Apple Music庫中 - 新的Siri Web搜索-最多顯示5個在線結果，並能夠查看優化的Web內容。 - 將Siri集成到重新設計的Find People應用程序中 - 錶面選擇 - Numerals Mono和Numerals Duo - （提供阿拉伯語，阿拉伯語印度語，羅馬數字和梵文） - Meridian - 黑色或白色錶盤充滿整個屏幕，包括4種錶面（僅適用於Series 4或更高版本） - Gradient - 設計隨著時間的流逝而動態變化。全屏顯示或有5種錶面的循環顯示（僅適用於Series 4或更高版本） - Solar Dial - 描繪24小時錶盤上圓形的太陽路徑（僅限系列4或更高版本） - Modular Compact - 具有許多複雜性，並且可以選擇在模擬時間還是數字時間之間選擇（僅限Series 4或更高版本） - 點按即可在錶盤上錄音，最多支持30種語言 - 接收和自定義報時器鈴聲（每小時，每半小時或每15分鐘發出一次警報，帶有觸覺或可自定義的鈴聲） - 新應用程序 - 有聲書 - 計算器 - 蜂窩連接 - 經期追蹤 - 噪音偵測 - 語音備忘 - 新 'Modular Compact' 錶面有選擇黑白信息化的圖表 - 雜項 - 新的“計算器”應用程序具有計算小費和均攤賬單的功能 - 支持“Podcasts”應用中的自定義電台 - “地圖”中的智能導航和語音導航 - 經過重新設計的帶有“Apple TV遙控器”的即時播放應用 - 為您標籤中的個性化音樂精選 - 支持自動軟件更新 - 重新設計的“對講機”應用程序 - 重新設計的“查找人”應用程序，可讓您直接在手錶上添加朋友，設置通知和更改設置 - 重新設計的“提醒”應用程序，具有共享列表，子任務以及添加新提醒的功能 - 輔助功能，鍛煉和健康狀況的更多設置 |
| 6.0.1 | 13.0   | 17R604/17R605 | 2019年9月30日  | - 修正米奇錶盤無法播報之功能 - 效能和安全性方面的改進 |
| 6.1   | 13.2   | 17S84         | 2019年10月29日 | 第一個支援第一代與第二代Apple Watch的6.x版本 - 支援 AirPods Pro - 效能和安全性方面的改進 |
| 6.1.1 | 13.3   | 17S449        | 2019年12月10日 | 重要安全性更新 |
| 6.1.2 | 13.3.1 | 17S796        | 2020年1月28日  | 重要安全性更新 |
| 6.1.3 |        | 17S811        | 2020年2月18日  | 修正心律通知的錯誤 |
| 6.2   | 13.4   | 17T529        | 2020年3月24日  | 開放紐西蘭等國家ECG功能 |
| 6.    |        |               |                | |

## 外部連結
- WatchOS 英文版 （页面存档备份，存于）
- WatchOS 中文版

1. ↑  . 2015-04-17  [2018-04-06]. （原始内容存档于2015-09-07）.
2. ↑  . 2015-03-09  [2018-06-22]. （原始内容存档于2015-09-05）.
3. ↑  . Apple. 2015-06-29  [2018-06-22]. （原始内容存档于2023-02-08）.
4. ↑  Kelion, Leo. . BBC News. October 31, 2018  [October 31, 2018]. （原始内容存档于2018-10-31）.